# Juventus Schulen
Die Stiftung Juventus Schulen ist eine Privatschule in Zürich. Sie bildet Jugendliche ab Sekundarstufe in berufsbezogenen Fachbereichen sowie in Weiterbildungssegmenten aus. Die Schule befindet sich in der Nähe der Europaallee und des Hauptbahnhofs.

## Geschichte
1918 erfolgte die Gründung des «Institut Juventus». 1920 war die Eröffnung des Abendgymnasiums als erste Schule dieser Art in der Schweiz. 1922 folgte eine Gründung des Abendtechnikums. 1930 kam es zur Gründung der Tageshandelsschule. 1941 war die Eröffnung einer Abendschule für Erwachsene und Gründung der Schule für Arztgehilfinnen und medizinische Laborantinnen. 1975 folgte die Gründung der Verkehrsschule. 1976 war die Gründung der Schule für Arzt- und Spitalsekretärinnen. 1987 erfolgte die Ausbildung von Tierarztgehilfinnen im Auftrag der Gesellschaft Schweizerischer Tierärzte GST. Die Juventus Schulen wurden 1993 in eine Stiftung überführt. 2009 erfolgte eine Übernahme der Aktienmehrheit an den Woodtli Schulen Zürich AG sowie die Gründung der Juventus Akademie AG unter dem Markennamen KLZ. Ab 2010 traten die vier Geschäftseinheiten Juventus, KLZ, Juventus Woodtli und Technikerschule HF Zürich als Juventus Schulen auf. 2017 wurden die vier Einheiten umbenannt in Juventus Maturitätsschule, Juventus Wirtschaftsschule, Juventus Schule für Medizin und Juventus Technikerschule HF. 2018 übernahmen die Juventus Schulen die wittlin stauffer AG, ein Unternehmen, das auf die Ausbildung und das Coaching von Kaderpersonen im Gesundheitswesen spezialisiert ist.
Partner sind das Schweizerische Institut für Betriebsökonomie und die Hochschule für Wirtschaft Zürich.
Die Stiftung Juventus Schulen besteht aus den Marken Juventus Wirtschaftsschule, Juventus Maturitätsschule, Juventus Schule für Medizin, Juventus Technikerschule HF und wittlin stauffer AG.

## Lehrgänge
- 10. Schuljahr Ziel ist es, Jugendliche zu einer selbstständigen Berufsentscheidung zu führen und mit der Vertiefung und Festigung der vorhandenen Schulkenntnisse einen optimalen Anschluss an die entsprechenden Berufs-, Fach- oder Mittelschulen zu finden.
- Gymnasium
- Handelsschule An der Tageshandelsschule bieten die Juventus Schulen sämtliche kaufmännischen Profile (Betriebswirtschaft/Management (Kaderschule), Human Resource Management, Finanz-/Rechnungswesen) an, inklusive Berufsmaturitätsprofil BM2. Die Abschlüsse erfolgen hier mit den vom Verband Schweizerischer Handelsschulen (VSH) anerkannten Bürofach- und Handelsdiplomen sowie dem Eidgenössischen Fähigkeitszeugnis (EFZ) als Kauffrau/Kaufmann. An der Berufsbegleitenden Handelsschule werden ebenfalls die VSH – anerkannten Diplome absolviert.
- Weiterbildung an der Juventus Wirtschaftsschule Erforderlich sind anerkannte Berufsabschlüsse in Berufen des Gesundheitswesens und/oder eine kaufmännische Grundbildung auf dem Niveau Handelsdiplom VSH.
- Gesundheitswesen Im Auftrag des Kantons Zürich werden Medizinische Praxisassistentinnen und Tiermedizinische Praxisassistentinnen ausgebildet. Die Ausbildungen sind vom SBFI anerkannt und werden mit dem eidgenössischen Fähigkeitsausweis abgeschlossen. Ebenso ist es möglich, die Ausbildung zur Medizinischen Praxisassistentin auf dem Privatschulweg zu machen. Es werden auch Fort- und Weiterbildungen in verschiedenen medizinischen Bereichen angeboten.
- Weitere Lehrgänge
  - Medizinische Praxiskoordinatorin (MPK) FA in klinischer Richtung mit eidg. Fachausweis
  - Medizinische Praxiskoordinatorin (MPK) FA in praxisleitender Richtung mit eidg. Fachausweis
  - Medizinische Teamleiterin/Medizinischer Teamleiter SVMB
  - Umschulung Medizinische Praxisgehilfin/Medizinischer Praxisgehilfe
  - Chefarzt- und Direktionsassistentin/Chefarzt- und Direktionsassistent
  - Arzt- und Spitalsekretärin/Arzt- und Spitalsekretär
  - Sprechstundenassistentin/Sprechstundenassistent
  - HF Lehrgänge (Elektrotechnik, Informatik, Maschinenbau)
  - Logistikfachfrau/Logistikfachmann mit eidg. Fachausweis
  - Logistikassistentin/Logistikassistent
  - Projektmanagement IPMA Level D-Zertifizierung
  - Vorkurse Mathematik und Programmieren mit C
  - Vorbereitungsschulen

### Bekannte Absolventen
- Heinrich Rohrer, Physiker
- Rolf Fringer, Fussballtrainer